# Connie Laliberte
Connie Laliberte (ur. 21 października 1960), kanadyjska curlerka, mistrzyni świata. Jest bliźniaczką Corinne Peters i młodzą siostrą Janet Arnott.
Connie Laliberte zaczęła grać w curling w 1975 i już po 1,5 roku jako druga w zespole Patti Vande wygrała prowincjonalne mistrzostwa juniorek. Zespół w 1977 obronił ten tytuł, a w 1979 Laliberte zajęła 2. miejsce.
W 1980 jako otwierająca w ekipie Donny Brownridge wygrała mistrzostwa Manitoby i po raz pierwszy wystąpiła w kobiecych mistrzostwach Kanady. W 1984 ponownie awansowała do rozgrywek krajowych, była wówczas już kapitanem. Reprezentantki Manitoby awansowały do półfinału, w którym pokonały 5:4 Kolumbię Brytyjską (Lindsay Sparkes). Takim samym wynikiem na korzyść Laliberte zakończył się finał przeciwko Nowej Szkocji (Colleen Jones). Na Mistrzostwach Świata 1984 Kanadyjki przegrały w Round Robin tylko jeden mecz – 3:4 przeciwko Niemkom (Almut Hege). Zespół awansował z pierwszego miejsca do półfinału, w którym pokonał Norweżki (Ellen Githmark) 8:6. Connie Laliberte zdobyła tytuł mistrzyń świata po rozgromieniu Szwajcarek (Brigitte Kienast). W finale przeciwniczki nie były w stanie zdobyć żadnego punktu, mecz zakończył się wynikiem 10:0.
Jeszcze w 1985 w mistrzostwach Kanady nie brał udziału Team Canada, Laliberte musiała ponownie wygrać zawody na stopniu prowincjonalnym. Stało się to dopiero po ośmiu latach, w 1992. Manitoba dotarła do finału, gdzie zmierzyła się z obrończyniami tytułu mistrzowskiego (Julie Sutton). Wygrywając 7:3 Laliberte zapewniła sobie swój drugi wyjazd na MŚ. Na zawodach w Garmisch-Partenkirchen reprezentacja Kanady uplasowała się na 3. miejscu po przegraniu 5:7 półfinału przeciwko Szwedkom (Elisabet Gustafson). Do Scott Tournament of Hearts zespół Laliberte zakwalifikował się jako Team Canada. Zawody te z bilansem 6 wygranych i 5 przegranych meczów zespół z Winnipeg zakończył na 5. pozycji.
Rok później także udało się jej zakwalifikować do rozgrywek krajowych. Ekipa Laliberte ponownie awansowała do play-offów, w półfinale pokonała Saskatchewan (Sherry Anderson) 5:3, jednak takim samym rezultatem przegrała finał z Team Canada (Sandra Peterson). W następnym sezonie na Scott Tournament of Hearts 1995, Lailberte zrewanżowała się 6:4 Peterson eliminując ją w półfinałach. Po pojedynku w finale z Albertą (Cathy Borst) wynikiem 6:5 po raz trzeci Connie uzyskała kwalifikację na mistrzostwa świata.
Na Mistrzostwach Świata 1995 Kanadyjki znalazły się w półfinale, w którym 10:4 zwyciężyły nad Niemkami (Andrea Schöpp). Ostatecznie zespół z Manitoby zdobył srebrne medale, w finale przejmując 10. i extraend lepsze okazały się Szwedki (Elisabet Gustafson). Kolejny występ jako obrończynie tytułu mistrza kraju okazał się lepszy niż poprzedni. Jako że po zakończeniu fazy grupowej aż pięć drużyn miało bilans 6-5, zespół Lailberte by znaleźć się w półfinale musiał przebrnąć przez 2 mecze barażowe – z Wyspą Księcia Edwarda, Manitobą. W meczu 3-4 Team Canada wygrał ze Saskatchewanem (Sherry Scheirich) 7:4. W półfinale lepsze były reprezentantki Ontario (Marilyn Bodogh), które wygrały 6:5.
Connie Laliberte zagrała w mistrzostwach Kanady jeszcze dwukrotnie – w 1999 i 2000. W pierwszym z tych występów powtórzyła wynik z 1996, w półfinale uległa 4:10 Cathy Borst. Rok później także zajęła 3. miejsce, tym razem przegrała 6:7 z Kolumbią Brytyjską (Kelley Law), która przejęła 10. end za jeden punkt.
Była dwukrotnie w pierwszym Team All-Star (1984 i 2000) oraz raz w drugim (1999). Drużyny te ustalane są na podstawie skuteczności zagrań w Round Robin.

## Drużyna
| [ 3 ] [ 15 ] | Czwarta          | Trzecia                    | Druga               | Otwierająca      |
| ------------ | ---------------- | -------------------------- | ------------------- | ---------------- |
| 1998/2000    | Connie Laliberte | Cathy Overton-Clapham      | Debbie Jones-Walker | Janet Arnott     |
| 1995/1996    | Connie Laliberte | Cathy Overton-Clapham      | Cathy Gauthier      | Janet Arnott     |
| 1994/1995    | Connie Laliberte | Karen Purdy Cathy Overton1 | Cathy Gauthier      | Janet Arnott     |
| 1993/1994    | Connie Laliberte | Karen Purdy                | Cathy Gauthier      | Janet Arnott     |
| 1991/1993    | Connie Laliberte | Laurie Allen               | Cathy Gauthier      | Janet Arnott     |
| 1983/1984    | Connie Laliberte | Chris More                 | Corrinne Peters     | Janet Arnott     |
| 1979/1980    | Donna Brownridge | Patti Vande                | Carolyn Hall        | Connie Laliberte |
| 1978/1979    | Laura Rance      | Connie Laliberte           | ?                   | ?                |
| 1976/1977    | Patti Vande      | Cindy Jensen               | Colleen Clark       | Connie Laliberte |
| 1975/1976    | Patti Vande      | Denise Ledoyen             | Connie Laliberte    | Donna Rogalski   |

1 Z powodu kontuzji Karen Purdy wystąpiła tylko w Manitoba Scott Tournament of Hearts, na Scott Tournament of Hearts i Mistrzostwach Świata zastąpiła ją Cathy Overton